# Scandium
Scandium is een scheikundig element met symbool Sc en atoomnummer 21. Het is een zilverwit overgangsmetaal.

## Ontdekking
In 1869 voorspelde Dmitri Mendelejev op basis van zijn tabel het bestaan van scandium en hij noemde het 'ekaboron' omdat het element in zijn tabel onder boor stond. Tien jaar later waren de Zweedse chemicus Lars Fredrik Nilson en zijn team met behulp van spectraalanalyse op zoek naar lanthanoïden toen zij stuitten op scandium. Rondom die tijd kwam ook Per Teodor Cleve tot dezelfde ontdekking. Scandium heeft de naam te danken aan de eerst genoemde ontdekker (Scandia is de Latijnse naam voor Scandinavië). Pas in 1960 bleek men in staat om op grote schaal zuivere scandium te winnen.

## Toepassingen
Omdat het vrij lastig is om scandium te isoleren, wordt dit element weinig toegepast in de industrie, maar het is essentieel bij het produceren van lcd-tv's en mobiele telefoons. Als scandiumoxide (Sc2O3) wordt het soms gebruikt voor lampen met hoge intensiteit. Andere voorkomende toepassingen zijn:
- De isotoop 46Sc wordt in de aardolie-industrie gebruikt om oliestromen te traceren.
- Scandiumchloride wordt toegevoegd aan kwikdamplampen om zonlicht-achtige verlichting na te bootsen.
- Omdat scandium een veel hoger smeltpunt heeft dan aluminium wordt de toepassing ervan in de ruimtevaart onderzocht.
- Tegenwoordig wordt scandium ook toegepast in de fietsindustrie. Hoogwaardige race- en mountainbikeframes worden vervaardigd uit een legering van scandium en aluminium. In vergelijking met normaal aluminium kunnen scandiumframes lichter gemaakt worden zonder daarbij aan sterkte in te leveren. Hierdoor is deze legering een alternatief voor carbonfiber.

## Opmerkelijke eigenschappen
Scandium lost slecht op in zuren. Het is zelfs bestand tegen 50% oplossingen van salpeterzuur en 48% fluorzuur.

## Verschijning
Scandium is tamelijk zeldzaam en staat op de vijfigste plaats van in de aardkorst meest voorkomende elementen. Het is een van de zeldzame aarden. In zeer kleine hoeveelheden is het aanwezig in circa achthonderd mineralen. Het komt redelijk verrijkt voor in sommige zeldzame mineralen die soms in Scandinavië en Madagaskar gevonden worden, vaak samen met yttrium of lanthanoïden, zoals thortveitiet, bazziet en kolbeckiet. Op Aarde komt het alleen in sporen voor, maar in de Zon en andere sterren komt scandium in hogere concentraties voor.

## Isotopen
| Stabielste isotopen | Stabielste isotopen | Stabielste isotopen      | Stabielste isotopen      | Stabielste isotopen      | Stabielste isotopen      |
| Iso                 | RA (%)              | Halveringstijd           | VV                       | VE (MeV)                 | VP                       |
| ------------------- | ------------------- | ------------------------ | ------------------------ | ------------------------ | ------------------------ |
| 45Sc                | 100                 | stabiel met 24 neutronen | stabiel met 24 neutronen | stabiel met 24 neutronen | stabiel met 24 neutronen |
| 46Sc                | syn                 | 83,79 d                  | β−                       | 2,367                    | 46Ti                     |
| 47Sc                | syn                 | 3,3492 d                 | β−                       | 1,992                    | 47Ti                     |

Van scandium is één stabiele isotoop bekend. Daarnaast zijn er een aantal radioactieve isotopen die alleen kunstmatig geproduceerd kunnen worden. Al deze isotopen hebben korte halveringstijden, meestal minder dan een paar uur.

## Toxicologie en veiligheid
In poedervorm is scandium brandbaar.